# Sumpf der lebenden Toten
Sumpf der lebenden Toten, auch Zombie Lake (Originaltitel: Le Lac des morts vivants) ist ein französisch-spanischer Horrorfilm der Eurociné (Paris) und Julian Esteban Films (Madrid) aus dem Jahr 1981. Regie führte Jean Rollin.

## Handlung
Die Handlung spielt in einem von Nazi-Deutschland besetzten kleinen französischen Dorf zur Zeit des Zweiten Weltkrieges. Deutsche Truppen sind allgegenwärtig, leiden jedoch wie auch die Zivilbevölkerung unter ständigen Angriffen alliierter Tiefflieger. Eines Tages rettet ein junger deutscher Leutnant, Karl, der blonden Einheimischen Helena das Leben. Die Schönheit verliebt sich trotz mangelnder Kenntnisse der deutschen Sprache sofort in ihren edlen Lebensretter, und es kommt zu einer geheimen und tragischen Liebschaft. Diese endet mit Karls plötzlicher Versetzung.
Etwa neun Monate später. Auf dem Rückzug marschiert Karl mit einem kleinen Verband der inzwischen geschlagene Wehrmacht wieder in die besagte Gegend. Der Offizier nutzt die Gelegenheit, um Helena und sein neugeborenes Töchterchen zu besuchen. Wenig später gerät sein versprengter Zug in einen Hinterhalt der örtlichen Résistance unter Führung von Pierre, die die demoralisierten Deutschen erbarmungslos ermordet. Unmittelbar mit dem Tod Karls stirbt auch dessen Geliebte Helena wie von Geisterhand. Die Leichen der Deutschen versenken die französischen Widerstandskämpfer aus Furcht vor marodierenden SS-Einheiten in einem nahe gelegenen See, der seit Jahrhunderten verflucht ist. Das Stillgewässer war vor über 400 Jahren eine heilige Opferstätte einer namenlosen Sekte, die hier einst ihrem Gott Sortuba, dem „Herrn der Dunkelheit“ huldigte. Ihm zu Ehren verbrannten die Anhänger des Kultes jährlich eine Jungfrau oder wahlweise ein Kind als Feueropfer mitten im „See der Verdammten“. Mit der Übergabe der Dahingemetzelten beginnt eine unheilvolle Geschichte, da die Seelen der Wehrmachtssoldaten keinen Frieden finden können. Einer Legende nach erlangen die Verstorbenen nur dann die ewige Ruhe, wenn sich deren Asche mit dem Wasser mischt.
Viele Jahre später steigen die teils mumifizierten Uniformierten aus den Tiefen des Sees, um grausame Rache an den Dorfbewohnern zu nehmen. Als mehrere Personen vermisst werden, wenden sich die abergläubischen Bewohner an den okkultistisch interessierten Bürgermeister, der Angst und Schrecken befürchtet. Er verspricht der aufgebrachten Menge, die Verbrechen zu sühnen, deren Zusammenhänge er jedoch noch nicht kennt und erbittet sich daher Zeit für Nachforschungen; des Weiteren kontaktiert er die Polizei. Nachdem weitere Menschen Opfer der wütenden lebenden Leichen werden, darunter auch Spielerinnen eines Volleyballteams und zwei eingetroffene Polizeibeamte, marschieren die uniformierten Untoten in das kleine Dorf. Der wandelnde Karl entdeckt dabei die junge Helena, die 12-jährige Tochter seiner damaligen Geliebten gleichen Namens und übergibt ihr ein Amulett, das er einst von seiner verstorbenen Gefährtin erhielt. Es kommt zu weiteren Morden in der näheren Umgebung des Sees. Die aufgebrachten Dörfler sind über die seltsamen Umtriebe schockiert, fürchten den Zorn der Vergangenheit und organisieren daher eine Bürgerwehr. Pierre, der Anführer jener Schar Freiwilliger, versucht die Untoten mit Schusswaffen zu vernichten, sein Vorhaben scheitert allerdings kläglich.
Mit Hilfe der kleinen Helena, die die lebenden Toten in eine alte Mühle lockt, werden die Wehrmachtssoldaten vom Bürgermeister, einer anwesenden Reporterin nebst weiteren Dörflern endgültig ins Jenseits befördert. Als Lösung erweisen sich von den Deutschen zurückgelassene Flammenwerfer. Durch „reinigendes Feuer“ schließt sich schließlich der Kreis und die Wiedergänger werden zu Asche. Am Ende des Films verabschiedet sich die kleine Helena unter Tränen von ihrem Freund und Vater, der nie mehr zurückkehren wird.